# Christopher Naliali
Christopher Naliali (* 8. März 1992 in Les Lilas) ist ein ivorisch-französischer Leichtathlet, der sich auf die Kurzsprintstrecken spezialisiert hat.

## Sportliche Laufbahn
Christopher Naliali stammt aus dem Großraum von Paris. 2011 trat er in der Heimat an seinen ersten Sprintwettkämpfen gegen die nationale Konkurrenz an, wenngleich er damals international für die Elfenbeinküste startete. 2012 belegte er den sechsten Platz über 100 Meter bei den Französischen U23-Meisterschaften. Ein Jahr darauf gewann er bei er den gleichen Meisterschaften die Silbermedaille über die doppelte Distanz. 2014 lief Naliali eine Zeit von 21,49 s über 200 Meter und konnte damit im August bei den Afrikameisterschaften in Marrakesch an den Start gehen. Dabei gelang es ihm zwar in das Halbfinale einzuziehen, darin belegte er allerdings schließlich den letzten Platz seines Laufes. 2015 war Naliali Teil der ivorischen 4-mal-100-Meter-Staffel, die zu den Afrikaspielen nach Brazzaville entsandt wurde. Mit ihr zusammen konnte er schließlich die Goldmedaille gewinnen.
2016 gewann Naliali die Silbermedaille bei den Französischen Hallenmeisterschaften. Im Juni nahm er in Durban zum zweiten Mal an Afrikameisterschaften teil. Zunächst trat er im 100-Meter-Lauf an. Anfang des Monats lief er in Argentan persönliche Bestzeit in 10,36 s. In Durban gelang es ihm in das Halbfinale einzuziehen, anschließend verpasste er allerdings den Finaleinzug. Kurz darauf trat er auch über 200 Meter an. Auch dabei gelang es ihm in das Halbfinale einzuziehen. Diesmal scheiterte er denkbar knapp am Finaleinzug, nachdem er in Summe aller Halbfinalläufe als insgesamt Neunter den Einzug um eine Platzierung verpasste. Zum Abschluss der Kontinentalmeisterschaften, war er am Finaleinzug der Sprintstaffel beteiligt. Darin musste er schließlich einem Athleten weichen. Das Quartett gewann am Ende die Silbermedaille. 2017 trat er in Taipeh bei der Universiade über 200 Meter an, schied dort allerdings bereits nach dem Vorlauf aus. Bis 30. August 2017 trat er international für die Elfenbeinküste an. Nach Beantragung des Verbandwechsels kann Naliali seit Juni 2019 international für sein Geburtsland Frankreich an den Start gehen. Seit 2019 verlegte er auch den Fokus auf den 400-Meter-Lauf. Ende Juli lief er im Final der Französischen Meisterschaften persönliche Bestzeit von 46,11 s und errang damit auch erstmals den Titel Französischer Meister. Anfang Oktober wurde er, aufgrund seiner Vorleistungen aus der Saison, Teil der französischen 4-mal-400-Meter-Staffel bei den Weltmeisterschaften in Doha. Mit ihr zog er in das Finale ein, in dem man den siebten Platz belegte.
2021 nahm Naliali mit der französischen 4-mal-400-Meter-Mixed-Staffel an den World Athletics Relays in Polen teil, wobei man als Drittplatzierte des ersten Vorlaufs ausschied. 2022 steigerte er seine 400-Meter-Bestzeit auf 45,93 s. Ende Juni nahm er in Algerien zum ersten Mal an den Mittelmeerspielen teil, schied allerdings als Vierter seines Vorlaufes über 400 Meter vorzeitig aus. Zum Abschluss der Spiele, verpasste er, zusammen mit seinen Teamkollegen, als Fünfte eine Medaille im 4-mal-400-Meter-Staffellauf.

## Wichtige Wettbewerbe
| Jahr                       | Veranstaltung              | Ort                        | Platz                      | Disziplin                  | Zeit                       |
| Startet für Elfenbeinküste | Startet für Elfenbeinküste | Startet für Elfenbeinküste | Startet für Elfenbeinküste | Startet für Elfenbeinküste | Startet für Elfenbeinküste |
| -------------------------- | -------------------------- | -------------------------- | -------------------------- | -------------------------- | -------------------------- |
| 2014                       | Afrikameisterschaften      | Marrakesch                 | 8. (Halbfinale)            | 200 m                      | 21,65 s                    |
| 2015                       | Afrikaspiele               | Brazzaville                | 1.                         | 4 × 100 m                  | 38,93 s                    |
| 2016                       | Afrikameisterschaften      | Durban                     | 21.                        | 100 m                      | 10,62 s                    |
| 2016                       | Afrikameisterschaften      | Durban                     | 9.                         | 200 m                      | 20,97 s                    |
| 2016                       | Afrikameisterschaften      | Durban                     | 2.                         | 4 × 100 m                  | 38,98 s                    |
| 2017                       | Universiade                | Taipeh                     | 4. (Vorlauf)               | 200 m                      | 21,82 s                    |
| Startet für Frankreich     |                            |                            |                            |                            |                            |
| 2019                       | Weltmeisterschaften        | Doha                       | 7.                         | 4 × 400 m                  | 3:03,06 min                |
| 2021                       | World Athletics Relays     | Chorzów                    | 16.                        | 4 × 400 m Mxed             | 3:20,95 min                |
| 2022                       | Mittelmeerspiele           | Oran                       | 4. (3. Vorlauf)            | 400 m                      | 46,56 s                    |
| 2022                       | Mittelmeerspiele           | Oran                       | 5.                         | 4 × 400 m                  | 3:05,35 min                |

## Persönliche Bestleistungen
Freiluft
- 100 m: 10,36 s, 5. Juni 2016, Argentan
- 200 m: 20,76 s, 10. Juni 2017, New York City
- 400 m: 45,93 s, 22. Mai 2022, Reims

Halle
- 60 m: 6,68 s, 27. Februar 2016, Aubière
- 200 m: 21,19 s, 28. Februar 2016, Aubière
- 400 m: 46,74 s, 22. Januar 2022, Albuquerque